# Villa translata
Villa translata är en tvåvingeart som först beskrevs av Walker 1852.  Villa translata ingår i släktet Villa och familjen svävflugor. Inga underarter finns listade i Catalogue of Life.